# Světový židovský kongres
Světový židovský kongres (anglicky: World Jewish Congress, WJC) je mezinárodní organizace a federace židovských komunit a organizací. Byl založen roku 1936 v Ženevě s cílem „sjednotit židovský lid a mobilizovat svět proti nacismu“ a jedním z jeho proklamovaných cílů je „bránit práva, status a zájmy Židů a židovských komunit.“ Sídlí v New Yorku, kromě něhož však má zastoupení v mnoha světových metropolích. Jeho prezidentem je od června 2007 Ronald Lauder.